# Blossia toschii
Blossia toschii es una especie de arácnido  del orden Solifugae de la familia Daesiidae.

## Distribución geográfica
Se encuentra en Kenia.